# Daphnella sigmastoma
Daphnella sigmastoma é uma espécie de gastrópode do gênero Daphnella, pertencente à família Raphitomidae.